# 非洲錘形石首魚
非洲錘形石首魚為輻鰭魚綱鱸形目鱸亞目石首魚科的其中一種，發現於東大西洋安哥拉至南非、西印度洋莫三比克至南非、澳洲東部等海域，棲息深度15-200公尺，體長可達130公分，棲息在沿海沙泥底質，稚魚在河口區活動，成魚在中上層水域活動，屬肉食性，以魚類為食，可做為食用魚及遊釣魚。